# Révision constitutionnelle togolaise de 2019
Lire en ligne

Consulter

La révision constitutionnelle togolaise de 2019 est une réforme de la Constitution du Togo. Elle est adoptée par voie parlementaire le 9 mai 2019, après plus d'un an de débats, et l'abandon de la voie référendaire.
Elle met notamment en œuvre une modification du mode de scrutin utilisé pour les élections présidentielles togolaises, avec un passage au scrutin uninominal majoritaire à deux tours au lieu d'un seul ainsi que le rétablissement de la limitation à deux du nombre de mandats, et la mise en place effective d'un Sénat. Elle permet surtout au président Faure Gnassingbé, au pouvoir depuis la mort de son père en 2005 de se maintenir au pouvoir théoriquement jusqu'en 2030, en ne prenant pas en compte de manière rétroactive ses mandats présidentiels précédents.

## Étapes du projet et opposition
La modification constitutionnelle est vivement critiquée par l'opposition, en particulier la non-rétroactivité de la limitation du nombre de mandats, qui permettrait à Faure Gnassingbé, président depuis 2005, de se représenter en 2020 et 2025. À la suite des appels à manifester massivement contre le projet, des dizaines de milliers de personnes se réunissent pour protester dans plusieurs villes du pays dont 100 000 dans la capitale Lomé le 6 septembre et 7 septembre.
Pour être adopté par seule voie parlementaire, un projet de révision de la constitution doit être adopté à la majorité des quatre cinquièmes des 91 membres du parlement. Le 19 septembre 2017, cependant, le projet ne réunit que 62 voix sur 91, toutes provenant du parti présidentiel, l’Union pour la République (UNIR). L'opposition ne participe pas à la séance, la considérant, selon l’Alliance nationale pour le changement (ANC, principal parti d’opposition) comme un « simulacre de plénière ». La majorité des trois cinquièmes ayant été atteinte, le projet de révision est néanmoins valide pour un passage par voie référendaire. 
Initialement, le gouvernement comptait sur une organisation du scrutin avant la fin de l'année, mais l'opposition le contraint à entamer préalablement un dialogue, repoussant le scrutin à 2018. Le 19 septembre 2018, la Ceni annonce finalement la tenue d'un référendum le 16 décembre, le même jour que les municipales et quatre jours avant les législatives, sans toutefois en préciser le contenu exact. 
Les élections municipales sont cependant repoussées au 30 juin, et le référendum annulé. Le parti présidentiel, l'Union pour la République, sort vainqueur des élections législatives togolaises de 2018 boycottées par une grande partie de l'opposition à la suite d'irrégularités dans la préparation du scrutin et au refus du président Faure Gnassingbé d'abandonner définitivement son projet de révision constitutionnelle. Initialement vu comme un semi échec car ne permettant pas avec 59 élus sur 99 à recueillir la majorité des quatre cinquièmes des sièges nécessaires à une modification constitutionnelle par seule voie parlementaire, le pouvoir parvient cependant à convaincre la plupart des élus indépendants et l'opposition douce à voter son projet.
Le 8 mai 2019, la révision est votée par 90 voix pour sur 91.

## Objet
Le président est désormais élu au scrutin uninominal majoritaire à deux tours au lieu d'un seul. Son mandat est de cinq ans renouvelable une seule fois. Les mandats passés et en cours ne sont explicitement pas pris en compte, permettant à Faure Gnassingbé de se représenter en 2020 et 2025. La disposition ne peut désormais être modifiée que par voie référendaire. Les débats effectués en 2019 mènent à la réduction à cinq ans de la durée du mandat présidentiel, qui était fixée à sept ans dans le projet initial.
Les députés de l'Assemblée nationale sont élus pour un mandat de six ans, renouvelable deux fois,. Une chambre haute appelée Sénat — prévue par la révision constitutionnelle de 2002 — voit sa mise en place concrétisée. L'article 52 de la nouvelle constitution en fixe la composition à un tiers de sénateurs nommés par le président de la république, et deux tiers élus par les conseillers municipaux et régionaux. Leur mandat est de six ans, renouvelable deux fois. Les anciens présidents sont par ailleurs sénateur à vie. Les députés et sénateurs élus restent en poste jusqu'à l'élection de leurs successeurs.